# Harald Ettl
Harald Ettl este un om politic austriac membru al Parlamentului European în perioada 1999-2004 din partea Austriei. (SPÖ)
1. ↑  Deputații în Parlamentul European
2. ↑  „Harald Ettl”, Gemeinsame Normdatei, accesat în 11 decembrie 2014
3. ↑  Deputații în Parlamentul European